# شتات جنوب آسيوي
الشتات الجنوب آسيوي (بالإنجليزية: The South Asian diaspora)، المعروف أيضًا باسم شتات الديسي: هو مجموعة من الأشخاص الذين يعيشون خارج جنوب آسيا، ولكن أصولهم العائلية في شبه القارة الهندية. يوجد أكثر من 44 مليون نسمة في هذا الشتات.

## أسماء داخلية
يُشار إلى الشتات الجنوب آسيوي غالباً باسم "ديسي"، وهو مصطلح متبنى من قبل العديد من الجنوب آسيويين، رغم أنه مثير للجدل بالنسبة للبعض.